# Twio
Twio ist ein Jazzalbum von Walter Smith III. Die 2017 entstandenen Aufnahmen erschienen 2018 auf Whirlwind Recordings.

## Hintergrund
Das Studioalbum Twio nahm der Saxophonist Walter Smith III mit seinem regulären Trio aus Harish Raghavan (Bass) und Eric Harland (Schlagzeug) auf. Weitere Titel spielte er mit zwei Gastmusikern ein, mit Joshua Redman in „On the Trail“, „I’ll Be Seeing You“ und „Contrafact“ sowie mit dem Bassisten Christian McBride, der Raghaven auf vier Stücken ersetzt. Die Titelauswahl dieses Albums bestand aus Jazzklassikern wie „Ask Me Now“ von Thelonious Monk oder „The Peacocks“ von Jimmy Rowles. Die einzige Ausnahme von diesem Programm ist Walter Smiths Originalkomposition „Contrafact“, die akkordisch auf „Like Someone in Love“ von Jimmy Van Heusen und Johnny Burke basiert, aber im 5/4-Takt überarbeitet wurde.

## Titelliste
- Walter Smith III: Twio (Whirlwind Recordings WR4718)[1]

1. Ask Me Now (Thelonious Monk) 6:00
2. Nobody Else but Me (Jerome Kern, Oscar Hammerstein II) 4:36
3. On the Trail (Ferde Grofé) 6:07
4. We’ll Be Together Again (Carl T. Fischer, Frankie Laine) 4:17
5. I’ll Be Seeing You (Sammy Fain, Irving Kahal.) 5:45
6. Adam’s Apple (wayne Shorter) 7:36
7. The Peacocks (Jimmy Rowles) 5:38
8. Social Call (Gigi Gryce, Jon Hendricks) 2:54
9. Contrafact (Smith) 5:18

## Rezeption
Nach Ansicht von Roger Farbey, der das Album in All About Jazz rezensierte, erinnern die beiden Tracks, in denen Smith und Redman zusammen spielen, an die gemeinsamen Aufnahmen von Al Cohn und Zoot Sims bei „You ’n Me“ oder an John Coltrane und Hank Mobley bei Two Tenors; man erlebe, wie die beiden Saxophonisten unersättlich Licks in Ferde Grofés „On the Trail“ austauschen.
Jimmy Rowles’ „The Peacocks“ werde von Smith düster und nachdenklich behandelt, wobei er die Originalaufnahme von Stan Getz aus dem Jahr 1975 in gewissem Maße kanalisiere – aber nicht kopiert, so der Autor. Der humorvolle Fehlstart von Gigi Grye’ „Social Call“ gebe einen Hinweis auf die Atmosphäre rund um diese entspannte und gutgelaunte Session, in der Smith und der Gastbassist Christian McBride ein kurzes, aber erfreuliches Duett darboten. Diese Fortsetzung von Still Casual aus dem Jahr 2014 festige sein Talent und bekräftige die Ansicht, dass er jetzt sicherlich zu den besten Saxophonisten zählen müsse, die heute spielten, lobt Farbey.
Ebenfalls in All About Jazz schrieb Phil Barnes, Smith zeige ein Bewusstsein für die Fallstricke, als er anfänglich das Material live ausprobiert und versucht habe, „die Melodien ziemlich radikal zu verändern ... bis zu einem Punkt, an dem ich kaum den ursprünglichen Song spielte“, zitiert er den Musiker. Dies hätte Smith bewogen, das Material direkter zu interpretieren und Stücke auszuwählen, zu denen er eine besondere Beziehung hatte. Nach Ansicht des Autors verdient Eric Harland besondere Erwähnung – sein Beitrag zum Duo-Stück mit Smith „We'll Be Together Again“ zeige eine hervorragende Kontrolle und den Sinn der Flexibilität in der Besetzung des Albums. Smith habe sorgfältig darüber nachgedacht, wie diese Musik präsentiert werden soll, und dabei den Ansatz oder die Aufstellung von Track zu Track subtil variiert. Twio erreiche ein nahezu perfektes Gleichgewicht zwischen Zugänglichkeit und musikalischer Exzellenz, resümiert Barnes, „und bietet einen höchst erfreulichen, wenn auch unerwarteten Genuss.“
Frank Alkyer schrieb in Down Beat, Smith war lange Zeit ein herausragender Spieler in seinen eigenen Projekten und als Begleiter für viel Musiker, von Roy Haynes und Terence Blanchard bis Sean Jones und Ambrose Akinmusire; doch hier bei Twio könne man erleben, dass Walter Smith die Schichten seiner Kunstform zurückgezogen hat, um sich auf das Wesentliche zu konzentrieren.
Nach Ansicht von Mike Collins (London Jazz News) ist Walter Smith mit nur Bass und Schlagzeug mit seinen Mitmusikern und dem Repertoire zur Quelle zurückgekehrt. Es gebe hier keine kniffligen Arrangements, nur die Band bringe all ihre Aufmerksamkeit und Erfahrung in den Moment ein. Es sei zwar eine Studioaufnahme, die jedoch das Zischen und Knistern einer Live-Performance und ein Gefühl dafür vermittle, was gerade passiert. Sie erinnern uns ständig daran, so der Autor, dass „weniger mehr ist“.